# Савина, Нона Валерьевна
Нона Валерьевна Савина (урожд. Сурова; род. 24 апреля 1969) — российская шашистка. Жительница города Братска Иркутской области. Гроссмейстер России.

## Спортивные достижения
- 1997 — чемпионат мира по международным шашкам (7 место)
- 1999 — чемпионат России по международным шашкам (2 место)
- 1999 — чемпионат России по международным шашкам-рапид (2 место)
- 1999 — чемпионат мира по международным шашкам (12 место)
- 2002 — чемпионат Европы по международным шашкам (21 место)
- 2011 — чемпионат мира по международным шашкам (27 место)
- 2015 — чемпионат России по международным шашкам (9 место)
- 2021 — чемпионат России по международным шашкам (8 место)

Тренер — мама, гроссмейстер Вера Сурова.